# Metamorfosi (zoologia)
La metamorfosi indica tutte le trasformazioni di forma e di struttura che subiscono molti animali al termine del loro sviluppo embrionale, attraverso i quali raggiungono il loro stadio adulto, in contrapposizione a quegli animali che escono dall'uovo con struttura fisica già quasi definita.

## Metamorfosi negli insetti

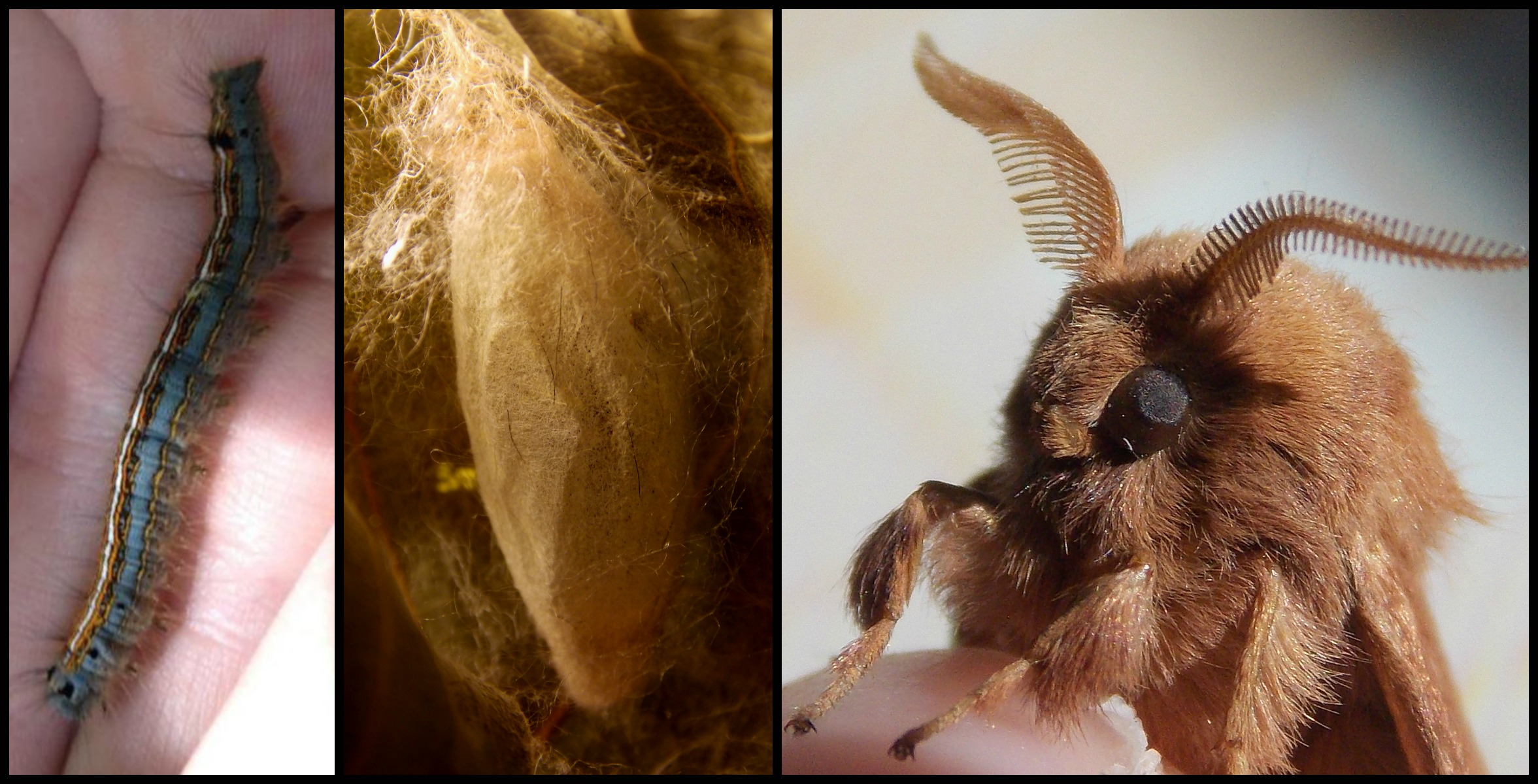
Malacosoma neustria

Tutti gli insetti modificano il loro esoscheletro nelle fasi di sviluppo da uovo ad adulto. Nei più primitivi il cambiamento è graduale e la metamorfosi è detta "incompleta", mentre nei più moderni il cambiamento è spesso radicale e la metamorfosi è detta "completa".

### Metamorfosi incompleta
L'individuo nello stadio giovanile è detto neanide; è molto simile all'adulto, ma è privo di ali e organi riproduttivi. Le ali si sviluppano gradualmente con una serie di mute durante lo stadio di ninfa e sono contenute in apposite strutture lungo i lati del corpo. Durante la muta finale avviene la completa apertura delle ali. In insetti acquatici le ninfe possono non essere simili agli adulti.

### Metamorfosi completa
Più dell’80% delle specie di insetti presenta la metamorfosi completa (o olometabolia). I loro stadi larvali sono molto diversi rispetto agli adulti.
Una larva effettua molte mute durante la sua crescita, e l'ultima la trasforma in pupa (o crisalide nel caso delle farfalle). In questo passaggio, i tessuti larvali vengono distrutti, tranne piccoli gruppi di cellule da cui hanno origine gli organi dell’adulto.

## Metamorfosi nella rana

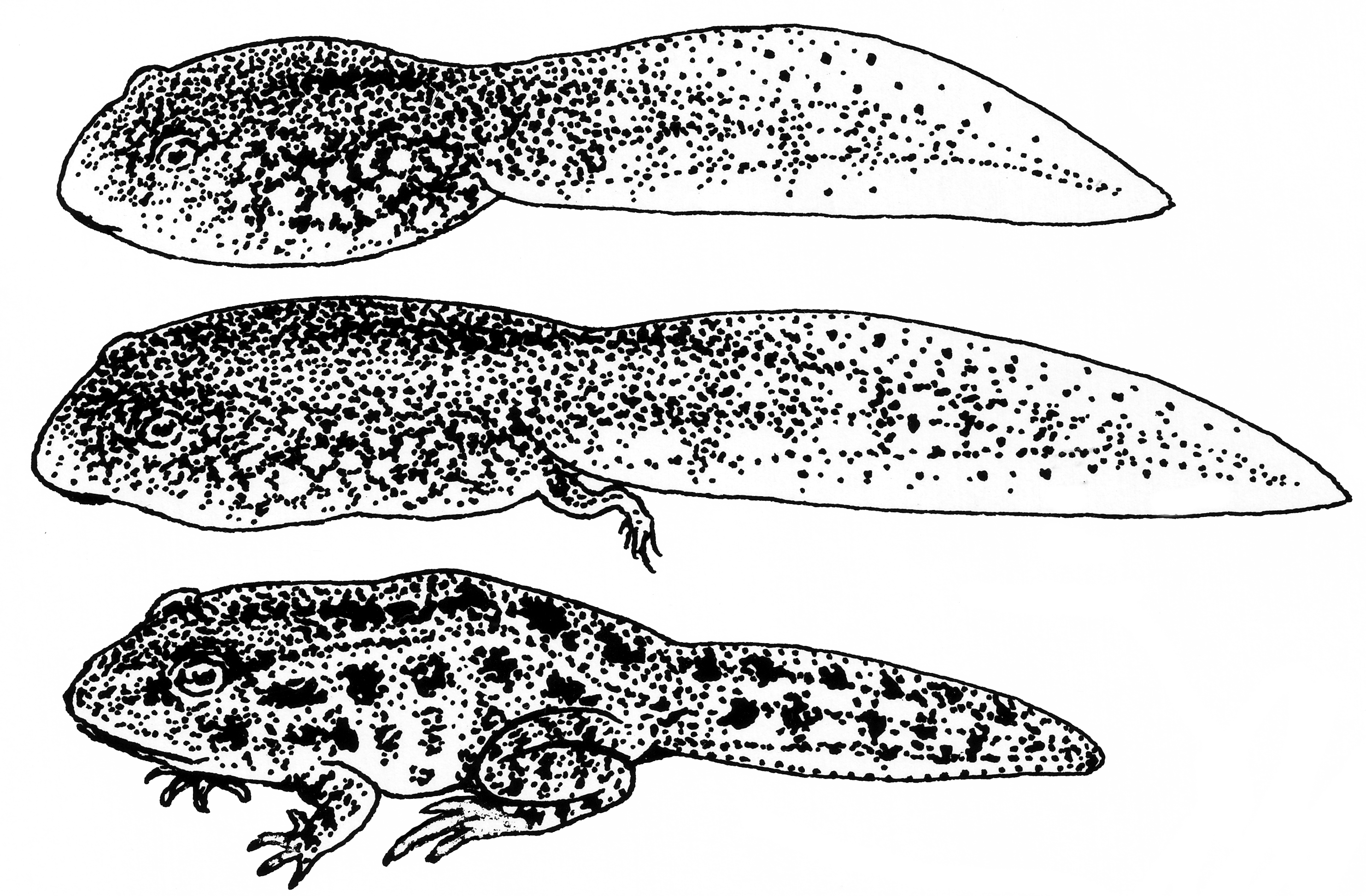
Stadi nella metamorfosi di una rana.

Dopo 7/8 giorni dalla deposizione delle uova, esse si schiudono ed escono i girini. Il girino è privo di zampe, ma possiede una lunga coda espansa in un'ampia pinna trasparente, branchie esterne ramificate e a ciuffetto, che lo rendono adatto alla vita acquatica. Durante il passaggio che lo avvicinerà allo stadio adulto, le branchie da esterne diventano interne e lasciano il posto ai polmoni, la coda si riduce fino a scomparire. Nel frattempo compaiono gli arti, prima quelli posteriori e poi quelli anteriori.